# Huahine (comuna)
Huahine é uma comuna da Polinésia Francesa, nas Ilhas de Sotavento, arquipélago da Sociedade. Estende-se por uma área de 74 km², com  5.999 habitantes, segundo os censos de 2007, com uma densidade de 81 hab/km².